# شيرين جرجس
شيرين جرجس (مواليد 1974 في الأقصر، مصر) هي فنانة تشكيلية تقيم في لوس أنجلوس، كاليفورنيا. أقامت جيرجيس معارض منفردة لأعمالها في مركز 18 ستريت للفنون ( سانتا مونيكا، كاليفورنيا)، معرض الخط الثالث (دبي)، معرض شولاميت نازاريان ( البندقية، كاليفورنيا)، ولاكسارت (لوس أنجلوس). في عام 2012، حصلت شيرين جرجس على زمالة مؤسسة كاليفورنيا المجتمعية (بالإنجليزية: California Community Foundation)‏ للفنانين المرئيين وزمالة الفنانين الفرديين في مدينة لوس أنجلوس 2014-2015.
تم اقتناء أعمالها أو الاحتفاظ بها في مجموعات متحف مقاطعة لوس أنجلوس للفنون، متحف الفنون الجميلة، هيوستن،  متحف مقاطعة أورانج للفنون، متحف لاس فيجاس للفنون، وزارة الولايات المتحدة الدولة، وهيئة متروبوليتان لوس أنجلوس. جرجس أستاذ مشارك في ممارسة الفنون الجميلة في مدرسة روسكي للفنون والتصميم بجامعة جنوب كاليفورنيا.
تستمد جرجس من التأثيرات الغربية والشرق أوسطية كما هو واضح في أنماط المشربية التي تتخللها لوحة نيون جريئة.
عُرضت أعمالها في معرض صحراء إكس في وادي كواتشيلا في الفترة من 25 فبراير إلى 30 أبريل 2017. تدمج محطة الطيران/القرن لنظام السكك الحديدية لمقاطعة لوس أنجلوس أعمالها الفنية.

## المعارض
- "الأبد هو الآن"، سفح الأهرامات المصرية (2021) [14]
- صحراء إكس (مجموعة)، العلا، (2019-2020)
- أشواك وحب (بالإنجليزية: Of Thorns and Love)‏ (منفرد)، متحف الحرف والفنون الشعبية، لوس أنجلوس، كاليفورنيا (2018) [15]
- مكاني في اللامكان (بالإنجليزية: My Place is the Placeless)‏ (منفردًا)، مركز 18th مركز شارع الفنون، لوس أنجلوس، كاليفورنيا (2017) [16]
- البيت الكبير (منفردًا)، غاليري الخط الثالث، دبي، الإمارات العربية المتحدة [17]